# Bataillon de marche no 10
Ne doit pas être confondu avec Bataillon mobile no 10.
Le bataillon de marche no 10 (BM 10) est une unité militaire française de la Seconde Guerre mondiale.
Il est issu du bataillon du point d'appui de Pointe-Noire, qui avait été formé en octobre 1940 au Congo français. Mis sur pied début 1943, le BM 10 part à la fin de l'année tenir garnison à Madagascar. En 1946, il part pour l'Indochine, où il participe à la guerre contre le Việt Minh.

## Création et différentes dénominations
- 1940 : création du bataillon du point d'appui de Pointe-Noire
- 1943 : formation du bataillon de marche no 10 à partir du bataillon du point d'appui de Pointe-Noire
- 1945 : devient 2e bataillon de marche sénégalais d'Extrême-Orient
- 1946 : ses cadres forment le 2e bataillon de marche du Cambodge puis 2e bataillon de marche d'Extrême-Orient

## Historique
Le bataillon du point d'appui de Pointe-Noire est créé le 16 octobre 1940 après dissolution du bataillon du Moyen-Congo, qui donne en même temps naissance au bataillon du Pool.
Des détachements du bataillon et sa section de canons de 65 mm sont engagés avec la colonne du commandant Parant dans les opérations de ralliement du Gabon. Après la campagne, le bataillon retourne à sa garnison.

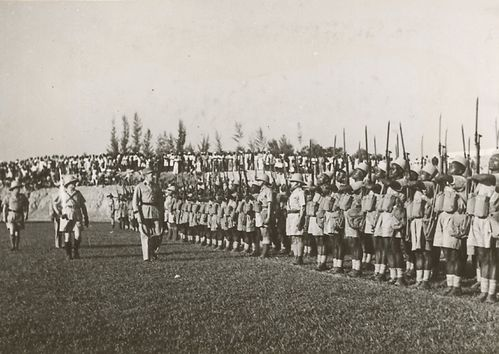
Photo de Germaine Krull montrant le général Marchand qui passe en revue le BM no 10 à Brazzaville le 22/6/1943.

Début 1943, le bataillon est dissous, au moment où est recréé le bataillon du Moyen-Congo à Brazzaville et Pointe-Noire. Une partie des éléments du bataillon du point d'appui sont regroupés au camp de Mindouli. Ils forment ainsi le bataillon de marche no 10, le 1er janvier, ou le 1er février 1943.
Constitué de 700 tirailleurs gabonais, congolais et saras tchadiens, et de cadres venus de Londres ou de l'Afrique française libre, le bataillon quitte le Congo le 29 juin 1943. Il embarque le 29 août à Dar es Salam et débarque à Tamatave le 6 septembre.
Remplaçant le BM 2, le BM 10 tient garnison à Antsirabé, Fianarantsoa, Tamatave et Moramanga. C'est dans cette dernière ville, qu'il devient le 2e bataillon de marche sénégalais d'Extrême-Orient en janvier 1945, au sein de la brigade de Madagascar,. Entretemps, le bataillon est victime d'une mutinerie le 21 novembre 1944 et, pour ramener le calme, le commandement militaire est contraint d'accepter les revendications financières des tirailleurs.
Seuls les cadres européens du bataillon partent, et les tirailleurs, restés à Madagascar, sont remplacés, une fois le bataillon débarqué en Cochinchine, par des Cambodgiens, le bataillon prenant le nom de 2e bataillon de marche du Cambodge en janvier 1946, puis 2e bataillon de marche d'Extrême-Orient en octobre 1947.

## Insigne
L'insigne du bataillon a été frappé en mars 1944 par le fabricant Tewfik Bichai au Caire. La maquette a été dessinée par Montgomery John Williams à Madagascar et le gorille (animal féroce de l'AEF) a été dessiné par l'adjudant Moirand,,.

## Chefs de corps
Le bataillon est commandé successivement par les chefs de bataillon Parant, Cuinier, Lapeyre, Margueron et Machefaux.